# Bovingdon
Bovingdon – wieś w Anglii, w hrabstwie Hertfordshire, w dystrykcie Dacorum. Leży 33 km na zachód od miasta Hertford i 37 km na północny zachód od centrum Londynu.